# Seere
Seere (también llamado Seire, Seir, Seare, Sear) en demonología es un príncipe del infierno que comanda veintiséis legiones de demonios. Puede ir de un lugar a otro de la tierra en cuestión de segundos para cumplir el deseo de quien lo invoca, traer abundancia y ayudar a encontrar tesoros. Es un demonio de naturaleza indiferente y con poco interés por hacer el mal. 
Se le describe como un hombre hermoso que cabalga un caballo alado.      